# Luzitán nyelv
A luzitán nyelv kihalt ókori indoeurópai nyelv, amelyet az Ibériai-félsziget nyugati-délnyugati felén, nagyjából a mai Portugália középső részén, illetve a spanyolországi Extremadura területén beszéltek. Hovatartozása az indoeurópai nyelvcsaládon belül bizonytalan. Egyesek az ókelta nyelvekkel próbálták rokonítani, azonban egy jellegzetes ponton különbözik azoktól, mivel megőrizte az indoeurópai eredetű szókezdő p- hangot; míg mások az italikus nyelvekhez sorolták. Elképzelhető, hogy a feltételezett ősi italikokelta nyelvállapot egy maradványa.

## Jellemzők
A luzitán nyelvről mindössze négy dokumentum maradt ránk három különböző helyről, ezek: Arroyo de la Luz (Extremadura, Spanyolország), Cabeço das Fraguas és Lamas de Moledo (mindkettő Portugália területéről). A feliratok mind a latin ábécével készültek.
A nyelv hangrendszere nagyon hasonló volt a latinéhoz: öt magánhangzó-fonémát ismert /a, e, i, o, u/, feltételezhetően hosszú–rövid fonológiai szembenállással. A kettőshangzók: /ai/ (ai, ae), /oi/ (oi, oe, ui), /au/, /eu/, /ou/; néhány ezek közül egyszerűsödési tendenciával: ei > e~i; ai > ae > e; oi > oe~o/ui~u. A latinhoz hasonlóan megvolt a két félhangzó: /w/ és /j/, az utóbbi palatalizálta az előtte lévő mássalhangzót. A mássalhangzók közül külön említést érdemel a szó eleji p- gyakori előfordulása, amely a kelta hipotézis ellen szól; ezen kívül – az összes többi félszigeten beszélt paleohispán nyelvvel ellentétben – megvolt az f hang, amely szintén a latinnal közös vonás. Ugyanakkor megfigyelhető volt bizonyos tendencia a magánhangzók közötti zöngétlen zárhangok zöngésülésére (pl. porcom / porgom – tárgyeset – latin megfelelője a porcus, disznó).
A hosszabb, vallási jellegű feliratokon kívül a nyelvből istenek nevei – például Trebopala, Toudadigoe (< *teutatikoi), Laepo / Laebo stb. – és néhány helységnév – Bracara (Braga), Budua (Bótoa), Caurium (Coria), Capara (Cáparra), Igaeditania (Idanha-a-Velha), Salmantica (Salamanca), Turgalium (Trujillo) – maradt ránk.

## A feltárt dokumentumok
Az alábbiakban a fent említett négy latin betűs felirat látható eredeti átírásban:
| Lamas de Moledo | Cabeço das Fraguas                                                                                        | Arroyo de la Luz I–II. | Arroyo de la Luz III.                                        |
| RUFUS ET TIRO SCRIP SERUNT VEAMINICORI DOENTI ANGOM LAMATICOM CROUCEAO MACA REAICOI PETRANOI R(?) ADOM PORCOM IOUEAS(?) CAELOBRICOI | OILAM TREBOPALA INDI PORCOM LAEBO COMAIAM ICONA LOIM INNA OILAM USSEAM TREBARUNE INDI TAUROM IFADEM REUE… | AMBATVS SCRIPSI CARLAE PRAISOM SECIAS ERBA MVITIE AS ARIMO PRAESO NDO SINGEIETO INI AVA INDI VEA VN INDI VEDAGA ROM TEVCAECOM INDI NVRIM INDI VDEVEC RVRSENCO AMPILVA INDI LOEMINA INDI ENV PETANIM INDI AR IMOM SINTAMO M INDI TEVCOM SINTAMO | ISACCID·RVETI · PVPPID·CARLAE·EN ETOM·INDI·NA.[ ….CE·IOM· M· |